# 畢亨 (景泰進士)
畢亨（1420年—？），字文亨，一字文康，河南衛軍籍，山東兗州府單縣人，明朝政治人物。同進士出身。

## 生平
正統十二年（1447年）丁卯科河南鄉試第二名舉人。景泰五年（1454年）甲戌科會試第二百六十一名，殿試登進士第三甲第一百二十名。七年三月授南京試監察御史，天顺元年六月实授南京陕西道御史，六年五月升福州府知府，成化三年（1467年）官應天府府尹。七年十二月升都察院右副都御史、巡抚南直隶并总理粮储，十年七月乞致仕，上以其年未衰老，不允致仕。十二年六月以灾异乞致仕，许之。

## 家族
曾祖父畢均用、祖父畢山，元朝為千戶、父亲畢榮。